# Macaria bisignata
Macaria bisignata là một loài bướm đêm trong họ Geometridae.